# 지롤라모 카르다노

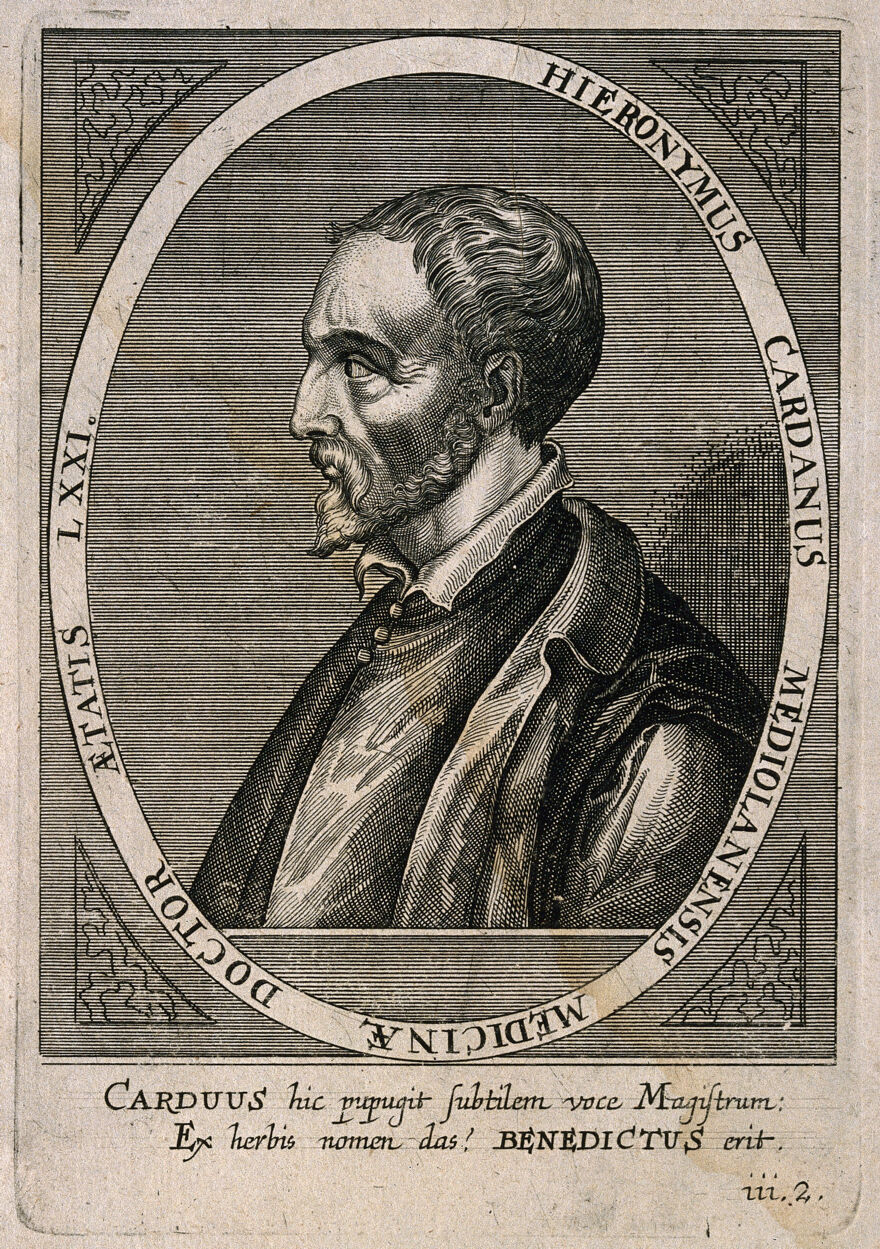
지롤라모 카르다노(Girolamo Cardano), 1501~1576

지롤라모 카르다노(이탈리아어: Girolamo Cardano, 1501년 9월 24일 ~ 1576년 9월 21일) 이탈리아 밀라노에서 태어나 로마에서 죽었다. 수학자로 널리 알려져 있으나, 본업은 의사였다. 점성술사, 도박사, 철학자, 수학자이기도 했다.

## 출생과 유년기

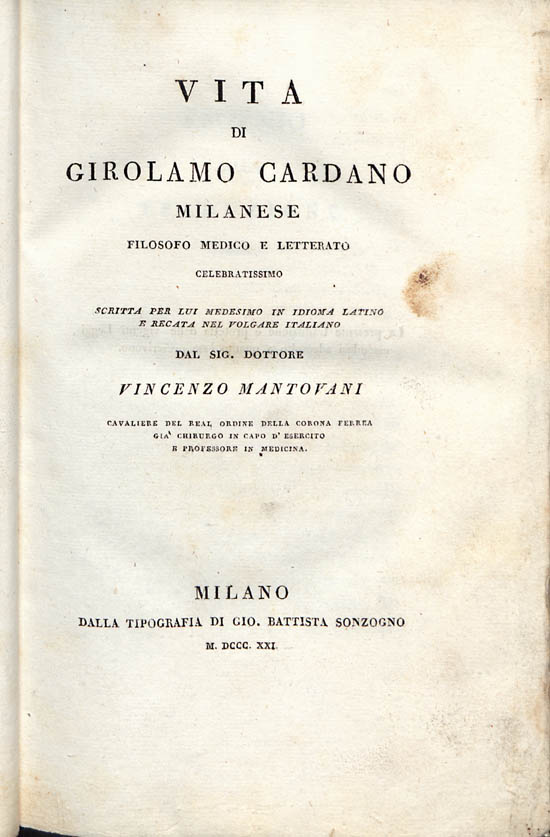
De propria vita(자서전), 1821

아버지가 레오나르도 다 빈치의 친구였고, 수학적 재능이 있던 변호사의 사생아로 태어난다. 카르다노의 자서전에는 어머니가 그를 사산시키려 했다고 쓰여 있다. 그의 어머니는 그 외에 3명의 자식을 전염병으로 잃고, 그를 낳은 직후 밀라노에서 파비아로 이주했다. 1520년 파비아 대학에 들어가 의학을 공부하고, 후에 파도바로 학교를 옮겨 약학을 공부했다. 그는 성격이 특이하고 배타적이어서 친구가 거의 없었고, 졸업 후 직업을 찾는 데에도 어려움을 겪는다. 당시 그는 의학을 전공해 의학으로 학위를 받았다. 결혼 후 그는 수학교사가 돼 수학과 물리학을 연구하기도 하고, 시골에서 의사생활을 하기도 했다. 1544년에는 밀라노 대학의 기하학 교수가 됐다.
카르다노는 재판관을 치료해 줌으로써 명망있는 의사가 되고, 돈을 많이 벌게 된다. 또한, 그의 소견은 재판장에서 신뢰를 얻는다. 그는 발진 티프스(typhoid fever)를 처음 발견한 의사이기도 하다.

### 수학적 업적
- 일반적인 3차방정식의 해법 발표: 스키피오 델 페로(Scipione del Ferro)는 2차 항이 없는 삼차방정식의 해법을 발견하였고, 니콜로 폰타나 타르탈리아(Niccolo Fontana Tartaglia)는 1차 항이 없는 삼차방정식과 일반적인 삼차방정식의 해법을 발견했으나, 이후에 카르다노가 델 페로와 타르탈리아의 업적을 자신의 업적으로 인정하는 글을 실어 해법과 같이 책으로 발표한다.<아르스 마그나>(Ars Magna)[1][2]  타르탈리아는 카르다노에게 삼차방정식의 해법을 공개하지 않는다는 조건으로 알려주었으나 카르다노가 다음해 논문으로 발표한다. 타르탈리아는 그에게 삼차방정식의 해법을 건 수학경기를 신청한다. 서로에게 문제를 내서 못푸는 사람이 지는 경기였는데, 카르다노의 제자 로도비코 페라리(Lodovico Ferrari)가 카르다노를 돕는다. 페라리는 3차 방정식의 해법을 이용해 4차 방정식의 해법까지 구했었고, 그것을 알지 못하는 타르탈리아는 경기에서 지게 된다.
- 허수 개념의 도입: 3차방정식의 근의 공식을 다루던 도중 음수의 제곱근의 필요성을 느끼고 허수의 개념을 도입하였다.
- 확률론의 발전에 기여: 도박을 좋아하여 확률에 관하여 연구하게 되었다. 확률에 관한 최초의 저서인 ‘주사위 놀이에 대하여’라는 책을 남겼다. 그가 즐겼던 주사위 도박에서 발견한 것이다.
- 16세기에 {\displaystyle 2\times 2}행렬식을 정의하였다.

### 역학 분야의 업적
‘천체를 제외하고는 영속적인 운동은 없다’는 주장으로 명성을 날렸다.

### 의사로서의 명성
천식 치료, 탈장 수술법 개발, 발진티푸스에 대한 최초의 임상 기록을 남겼다.

## 말년
카르다노가 살던 시대에는 수학경기가 있었는데 주어진 문제를 가장 빨리 푸는 사람에게 상금이 주어졌다고 한다. 카르다노는 상금을 혼자서 많이 갖기도 했다. 1570년에는 종교재판을 받고 몇달간 수감되기도 했다. 점성술을 퍼뜨린 죄였다. 카르다노는 점성술사이기도 해서 자신이 1576년 9월 21일에 죽는다고 하였고, 자신이 옳다고 증명하기 위해 그는 그날 로마에서 자살을 하였다. 또 카르다노는 영예를 누리며 생을 마감했다. 그러나 카르다노의 말년 또한 행복하진 못했다. 아내를 잃고 사랑하는 아들이 처형을 당하는 상황을 견뎌야 했다. 그는 말년에 이런 말을 남겼다. "아들의 파멸을 지켜보며 나는 결국 노름을 끊었다. 그래서 인간은 어떤 학문보다 위대하다!"

## 같이 보기
- 앤서니 그래프턴
- 외위스테인 오레
- E. M. 포스터